# Teiche

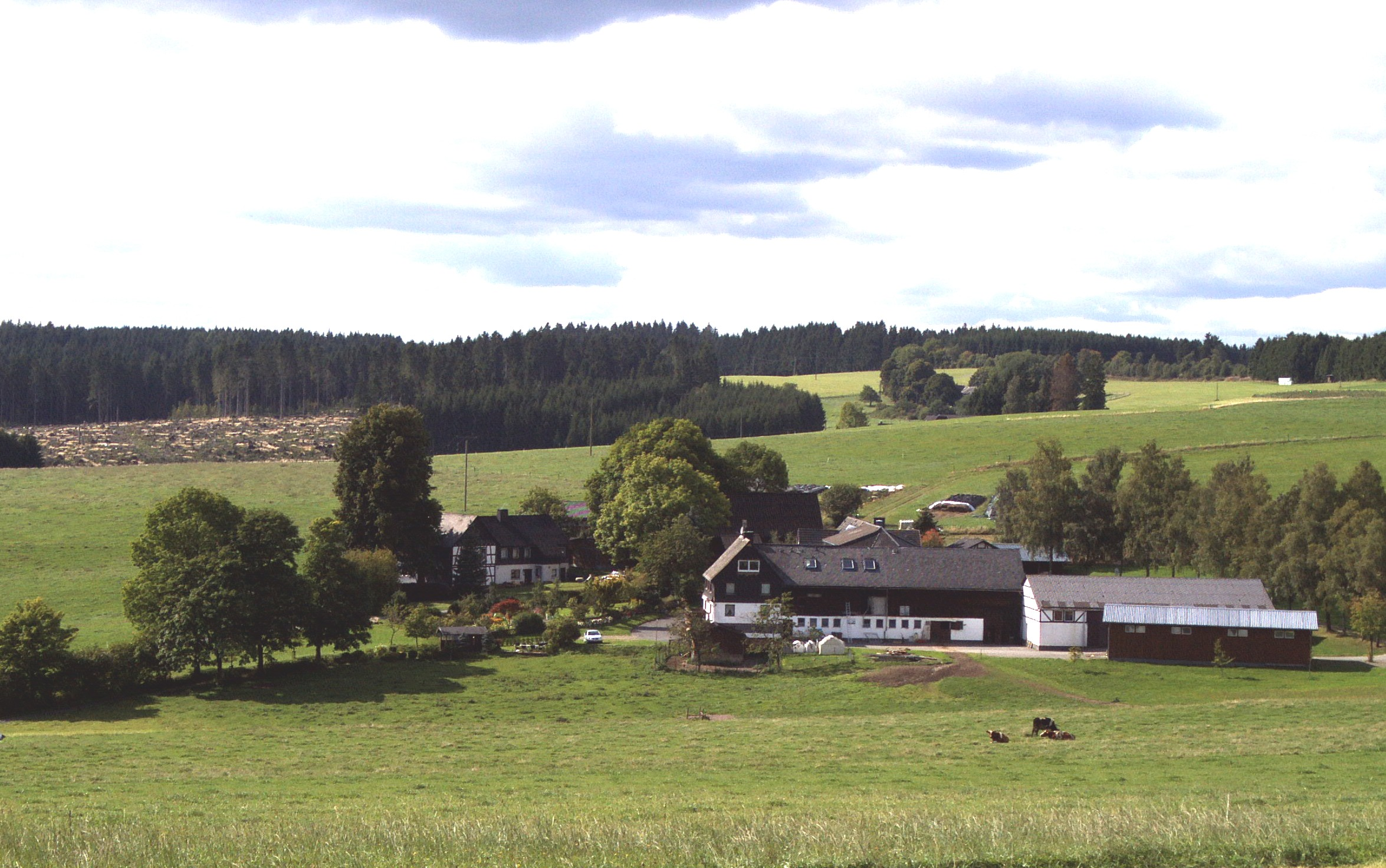
Teiche im September 2008

Teiche ist eine Siedlung im Bad Berleburger Ortsteil Christianseck im Kreis Siegen-Wittgenstein.

## Geographische Lage
Teiche liegt auf einem Hochplateau auf einer Höhe von etwa 600 m ü. NHN, eingebettet in das Wittgensteiner Land im Naturpark Sauerland-Rothaargebirge. Das Gebiet wird auch die Wittgensteiner Schweiz genannt.

## Nachbarorte
- Alertshausen
- Elsoff
- Diedenshausen

## Geschichte
Die Ansiedlung entstand ab dem Jahr 1708. Die dichtbewaldeten Gebiete sollten auf Anordnung der Wittgensteiner Grafen zur landwirtschaftlichen Nutzung urbargemacht werden. Der erste bekannte dieser Kolonisten war Hans Wilhelm Marburger aus Elsoff. Die Haupteinnahmequelle zum Erbringen des Lebensunterhaltes war die Köhlerei. Daneben wurde noch eine kleine Landwirtschaft betrieben.
Teiche gehörte wie die Nachbarsiedelungen 1732 zum Elsoffer Viertel und zum Amte Richstein. 1819 folgte die Zugehörigkeit zum Schultheißenbezirk Elsoff. 1819 wurden in Teiche 2 Häuser verzeichnet.